# Marge Simpson
Vous lisez un « bon article » labellisé en 2009.  Il fait partie d'un « bon thème ».
Pour les articles homonymes, voir Simpson et Bouvier.
Marjorie « Marge » Jacqueline Simpson, née Bouvier, est un personnage fictif de la série télévisée d'animation Les Simpson qui fait partie de la famille éponyme, doublée par Julie Kavner dans la version originale, Véronique Augereau dans la version française et Béatrice Picard dans la version québécoise. Marge est apparue pour la première fois à la télévision avec le reste de la famille dans le court métrage Good Night, le 19 avril 1987. Elle a été créée par le dessinateur Matt Groening, à qui il avait été fait appel pour lancer une série de courts métrages basée sur Life in Hell, mais celui-ci a décidé de créer un nouvel ensemble de personnages. Il a nommé Marge Simpson d'après sa mère, Margaret Groening. Après avoir fait l'objet de courts métrages durant trois ans, la famille Simpson a eu droit à sa propre série sur le réseau Fox dès le 17 décembre 1989.
Marge est la mère bien intentionnée et très patiente de la famille Simpson. Avec son mari, Homer, elle a trois enfants : Bart, Lisa et Maggie. Marge est la force morale de sa famille et essaie souvent de maintenir l'ordre dans la maison des Simpson. Elle est présentée comme le stéréotype télévisé de la mère au foyer et est souvent présente dans les listes des meilleures mères de télévision. Elle est apparue dans d'autres médias sur le thème des Simpson, dont des jeux vidéo, un film, The Simpsons Ride, des publicités et des bandes dessinées, et a inspiré toute une gamme de produits dérivés.
La très haute coiffure distinctive de Marge a été inspirée par une combinaison de La Fiancée de Frankenstein et de la coiffure de Margaret Groening dans les années 1960. Julie Kavner, qui faisait partie de The Tracey Ullman Show, a doublé Marge, ce qui a permis aux producteurs de ne pas engager plus d'acteurs. Kavner a remporté plusieurs récompenses pour son doublage de Marge, dont un Primetime Emmy Award pour sa prestation en voix-off en 1992. Elle a également été nommée pour un Annie Award pour son interprétation de Marge dans Les Simpson, le film. En 2000, Marge et le reste de la famille Simpson ont reçu une étoile sur le Hollywood Walk of Fame.

## Rôle dansLes Simpson
La série d'animation Les Simpson se place dans une chronologie dont on admet qu'elle se déroule durant l'année actuelle mais où les personnages ne vieillissent pas physiquement. Dans plusieurs épisodes, les événements sont liés à des périodes spécifiques mais la chronologie s'est ensuite parfois contredite. Marge Simpson est la femme d'Homer et la mère de Bart, Lisa et Maggie Simpson. Elle a été élevée par ses parents, Jacqueline et Clancy Bouvier. Elle a deux sœurs, Patty et Selma, qui s'opposent systématiquement à Homer. Dans l'épisode Il était une fois Homer et Marge (saison 2, 1991), il est révélé via un flashback que Marge est allée à la Springfield High School, où elle a rencontré Homer durant sa dernière année. Elle a d'abord été méfiante vis-à-vis d'Homer, mais a accepté d'aller au bal de fin d'année avec lui. Pourtant, elle est finalement allée au bal avec Artie Ziff puis a regretté son choix et a retrouvé Homer. Après que Marge et Homer se furent fréquentés pendant plusieurs années, Marge est tombée enceinte de Bart et le couple s'est alors marié dans une petite chapelle. Le couple a acheté sa première maison et Lisa est née peu après.
L'épisode Les Années 90 (saison 19, 2008) est entré en contradiction avec la plupart de l'histoire déjà établie. Par exemple, il a été révélé que Marge et Homer étaient un couple sans enfants dans le début des années 1990 alors que les épisodes passés suggéraient que Bart et Lisa étaient nés dans les années 1980.
Tout comme pour de nombreux personnages des Simpson, l'âge de Marge a changé en fonction des épisodes. Dans les épisodes Marge perd la boule et Une soirée d'enfer (saison 1, 1990), il est dit que Marge a 34 ans,. Dans l'épisode À propos de Marge (saison 17, 2006), Homer mentionne que Marge a son âge, signifiant que l'âge de Marge est situé entre 36 et 40 ans. Elle affirme cependant dans l'épisode Bart chez les dames être âgée de 37 ans. On apprend par ailleurs dans l'épisode Marge piégée par le net qu'elle est née le même jour que Randy Quaid (le même jour qu'André Rieu en VQ), le 1er octobre.
Dans un épisode de la saison 23, on apprend que Marge Simpson est née un 19 mars, sans précision de l'année.
Dans la majorité des épisodes, Marge n'a pas d'emploi, préférant être femme au foyer et prendre soin de sa famille. Cependant, elle a déjà eu des emplois qui ont duré un épisode. Par exemple, dans Marge a trouvé un boulot (saison 4, 1992), elle travaille comme technicienne nucléaire aux côtés d'Homer, à la centrale nucléaire de Springfield. Dans Pour quelques bretzels de plus (saison 8, 1997), elle devient vendeuse de bretzels, dans Marge Business (saison 9, 1997) elle travaille comme agente immobilière, et dans Sexe, Mensonges et Gâteaux (saison 20, 2008), elle travaille dans une pâtisserie érotique. Bien que Marge n'ait jamais exprimé de mécontentement à propos de son rôle de femme au foyer, cette situation a fini par la lasser. Dans La Springfield connection (saison 6, 1995), Marge juge qu'elle a besoin de plus d'excitation dans sa vie et devient agent de police. Toutefois, à la fin de l'épisode, elle se met en colère contre la corruption présente et démissionne. Dans l'épisode 14 de la saison 21, La Couleur jaune, on apprend que Marge serait française par son père, d'où son nom prénuptial de Bouvier.

## Personnage

### Création

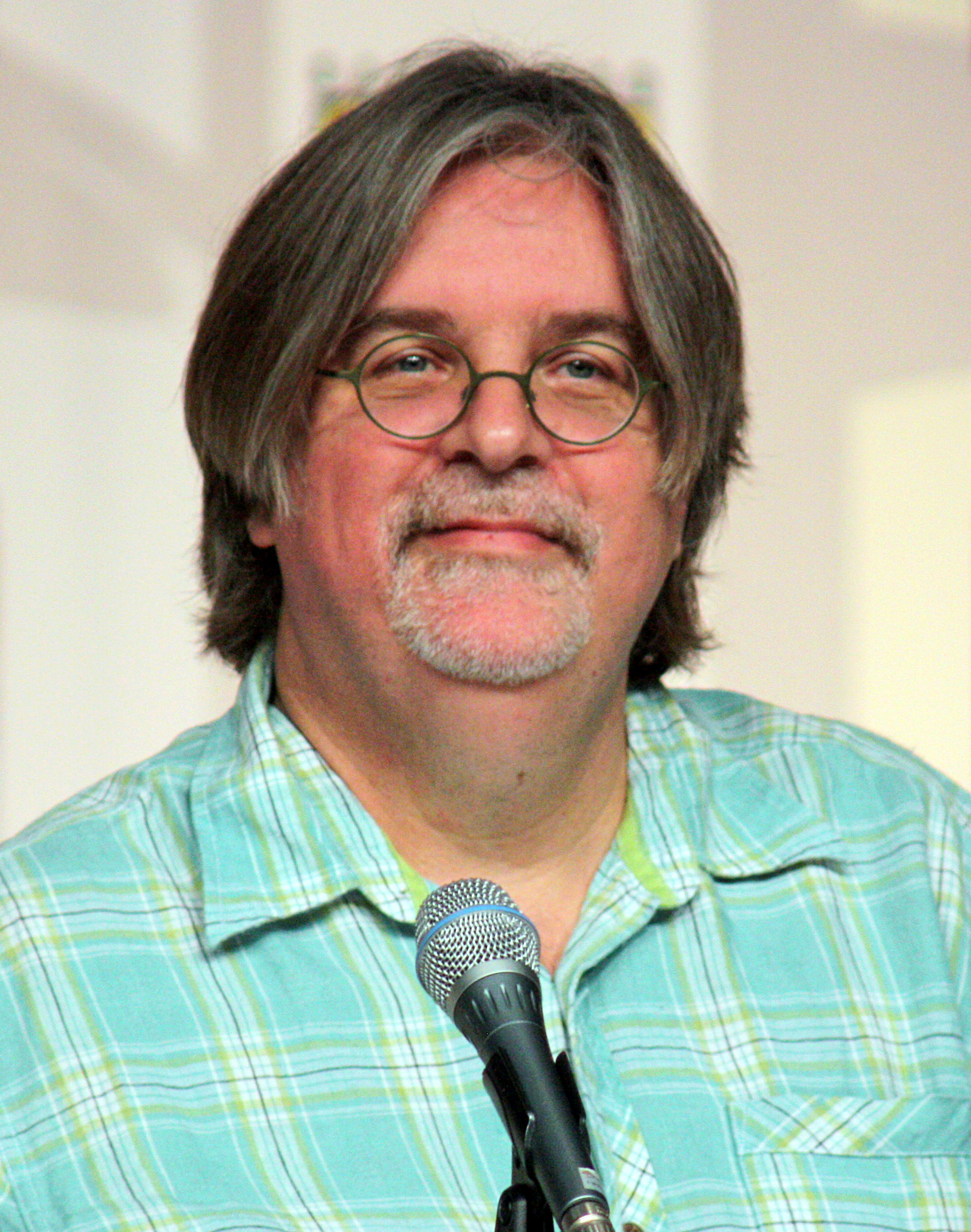
Matt Groening en 2009.

Matt Groening a conçu Marge et le reste de la famille Simpson en 1986 dans l'entrée du bureau du producteur James L. Brooks. On avait fait appel à Groening pour lancer une série de courts métrages d'animation pour The Tracey Ullman Show, qui serait adaptée de son comic strip Life in Hell. Lorsqu'il a réalisé que l'animation de Life in Hell demanderait qu'il renonce à ses droits de publication, Groening a décidé d'aller dans une direction différente et a rapidement esquissé une famille dysfonctionnelle, nommant les personnages d'après les membres de sa famille. Marge a ainsi été nommée d'après la mère de Matt Groening, qui a déclaré qu'elle avait peu de ressemblances avec le personnage, affirmant que « c'est vraiment bizarre d'avoir des gens qui pensent que vous êtes un personnage de dessin animé. »,,. La très haute coiffure distinctive de Marge a été inspirée par une combinaison de La Fiancée de Frankenstein et de la coiffure de Margaret Groening dans les années 1960, bien que celle-ci n'ait jamais eu les cheveux bleus coiffés en hauteur,.
Marge a fait ses débuts avec le reste de la famille Simpson le 19 avril 1987 dans Good Night, un court métrage du Tracey Ullman Show. En 1989, les courts métrages ont été adaptés pour devenir Les Simpson, dont les épisodes, durant un peu moins d'une demi-heure, sont diffusés sur le réseau Fox Broadcasting Company. Marge et la famille Simpson sont restés les personnages principaux de cette nouvelle série.
Matt Groening estime que les épisodes où Marge tient un rôle majeur sont parmi les épisodes les plus difficiles à écrire. Au cours de la troisième saison de la série, la plupart des scénaristes se sont concentrés sur Bart et Homer. David M. Stern a décidé d'écrire un épisode sur Marge, qui est devenu Homer au foyer (saison 3, 1992). Il a fait valoir que l'équipe pouvait atteindre une veine plus profonde avec un épisode où Marge aurait une dépression nerveuse, et James L. Brooks a rapidement approuvé.

### Apparence
Marge, comme de nombreux personnages des Simpson, est jaune de peau. L'ensemble de la famille Simpson a été conçu de façon que chacun des personnages soit reconnaissable uniquement grâce à sa silhouette. La famille a d'abord été dessinée grossièrement, car Groening avait envoyé des croquis basiques aux animateurs, supposant qu'ils les affineraient ; mais ils ont simplement retracé les croquis. Pour dessiner Marge, les animateurs commencent généralement avec une sphère, d'une façon similaire au dessin de Lisa et de Maggie. Les yeux sont ensuite tracés, avec un à peu près au milieu de la sphère, et l'autre sur le côté de la tête. Ensuite, le nez et la lèvre sont dessinés. Sa chevelure est ensuite dessinée au-dessus comme un long tube sortant de la sphère. Une idée initiale des animateurs était que, quand Marge passe des portes, ses cheveux seraient forcés vers le bas, puis, une fois la porte passée, ils seraient redressés. Cela n'a cependant jamais été utilisé.
Selon Matt Groening, l'idée de base était que les cheveux de Marge cachaient de grandes oreilles de lapin. Le gag était destiné à être révélé dans le dernier épisode de la série, mais a été abandonné dès le début à cause d'incohérences, et aussi à cause du fait que les oreilles de lapin rendraient une impression trop fictive, même pour Les Simpson.

### Voix
En 2009, pour fêter les 20 ans de la série, Matt Groening est invité par l'équipe de la version française où il révèle lors d'une interview que la voix cassée de Marge serait due au fait qu'elle serre son collier trop fort. Or, même dans certaines scènes où elle ne porte pas son collier, sa voix est toujours la même.

#### Version originale

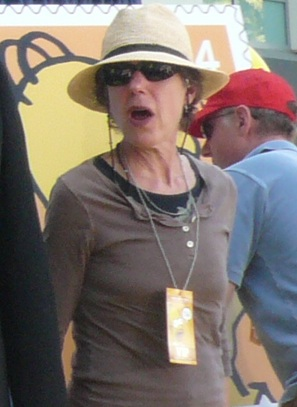
Julie Kavner, voix originale de Marge.

La voix originale de Marge est réalisée par Julie Kavner, qui enregistre également les voix originales de Jacqueline, la mère de Marge et de Patty et Selma. Kavner était une actrice régulière de The Tracey Ullman Show. Comme des acteurs étaient demandés pour prêter leurs voix dans les courts métrages des Simpson, les producteurs ont naturellement demandé à Kavner et à Dan Castellaneta de doubler Marge et Homer plutôt que d'engager plus d'acteurs,. Une partie du contrat de Kavner mentionnait qu'elle n'aurait jamais à promouvoir Les Simpson en vidéo. Elle interprète rarement la voix de Marge en public car elle estime que « ça détruit l'illusion. Les gens sentent que ce sont des personnes réelles »,. Kavner participe aux sessions d'enregistrement avec sérieux et pense que le doublage d'une voix est « un peu plus restrictif que ce que font les acteurs traditionnels. Et je n'ai rien à faire avec les mouvements de mon personnage ».
La voix éraillée de Marge n'est que légèrement différente de celle de Kavner, qui a « une voix mielleuse gravillonnée », qui selon elle, est due à « un coup sur [ses] cordes vocales. ». Alors que Marge est son personnage le plus célèbre, ceux qu'elle préfère interpréter sont Patty et Selma, car « elles sont vraiment drôles et tristes à la fois. ». Dans Les Simpson, le film, certaines scènes, comme le message vidéo de Marge à Homer, ont été enregistrées plus d'une centaine de fois, épuisant ainsi Kavner.
Jusqu'en 1998, Kavner était payée 30 000 USD par épisode. Durant un conflit de paye en 1998, le réseau Fox a menacé de remplacer les six acteurs principaux par de nouveaux, allant même jusqu'à préparer un casting pour les nouvelles voix. Cependant, le différend a été réglé et Kavner a reçu 125 000 USD par épisode jusqu'en 2004 où les acteurs ont demandé à être payés 360 000 USD par épisode. Le problème a été résolu un mois plus tard et Castellaneta gagnait 250 000 USD par épisode. Après de nouvelles négociations de salaires en 2008, les acteurs des voix originales reçoivent approximativement 400 000 USD par épisode.

#### Version francophone

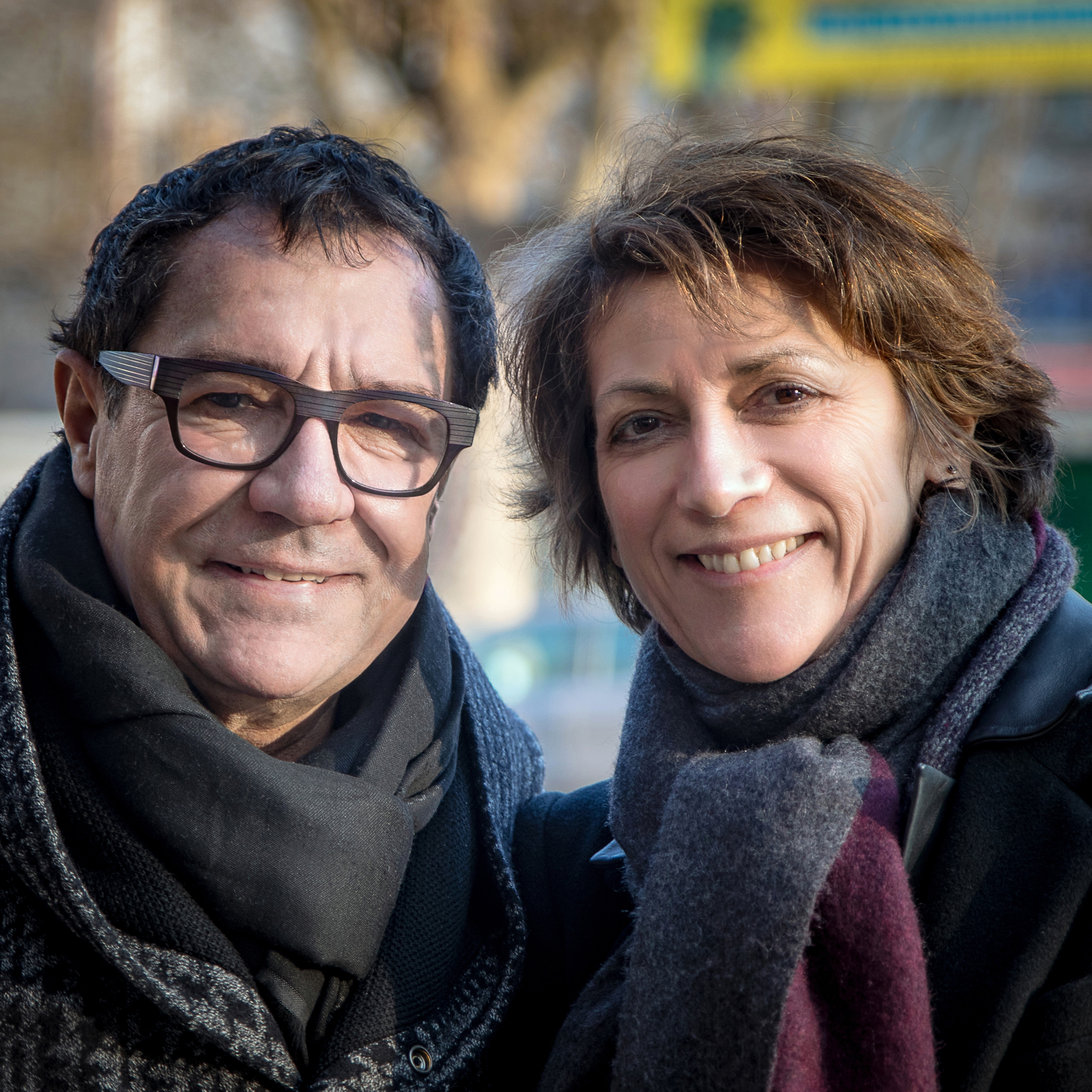
Véronique Augereau avec Philippe Peythieu : Décembre 2016.

La voix de Marge en français est celle de Véronique Augereau, doublant également Patty et Selma. Elle est mariée à Philippe Peythieu, la voix d'Homer.
Au Québec, c'est l'actrice Béatrice Picard puis Chantal Baril qui double Marge.

### Personnalité
Marge est le stéréotype de la mère de sitcom et joue également le rôle de la « femme extrêmement patiente » qui doit faire face aux pitreries de ses enfants et de son mari. Alors qu'elle prend généralement ses problèmes de famille avec humour, dans Homer au foyer (saison 3, 1992), sa charge de travail et le stress qui en résulte ont amené Marge à avoir une dépression nerveuse. Marge rappelle souvent à l'ordre Homer et leur mariage a connu des difficultés. Elle a quitté Homer ou l'a jeté hors de la maison à plusieurs reprises,,. L'un des premiers épisodes à représenter cela est Les Secrets d’un mariage réussi (saison 5, 1994), où Homer commence à donner des cours à des adultes pour leur apprendre à réussir leur mariage. Il échoue d'abord, mais regagne l'intérêt de la classe quand il commence à livrer des secrets de famille, dont beaucoup concernent Marge. Quand Marge le découvre, elle devient furieuse et le jette hors de la maison. Mais le lendemain, Homer la supplie, affirmant que la seule chose qu'il peut lui offrir et que personne d'autre ne peut lui offrir est sa « dépendance totale et permanente ». Dans un premier temps, Marge ne voit pas cela comme un avantage, mais finit par admettre qu'il a « le don de [la] rendre indispensable ». Les épisodes qui illustrent les problèmes conjugaux de Marge et Homer sont devenus plus fréquents au cours des dernières saisons de la série. Marge est toujours restée fidèle à Homer, malgré les tentations qu'elle a eu de faire le contraire, comme dans Marge perd la boule (saison 1, 1990), où elle résiste au charmant français Jacques et choisit plutôt de rester avec Homer.
Avec Bart, Marge se montre très compréhensive et attentionnée, mais est souvent embarrassée par ses bêtises. Dans l'épisode Marge et son petit voleur (saison 7, 1995), elle sent qu'elle dorlote trop Bart et commence à l'ignorer après que celui-ci a commis un vol. Au début de l'épisode, Bart se plaint que Marge est trop attentionnée, mais quand l'attitude de Marge change, Bart se sent mal. Dans Une belle simpsonnerie (saison 3, 1991), Marge a dit « Je sais que Bart n’est pas toujours facile, mais je sais aussi comment il est en dedans. Il a comme une flamme qui brûle. Ça a ses bons côtés. Mais quelquefois bien sûr ça lui fait faire des bêtises ».
Marge a une bonne relation avec Lisa et toutes deux paraissent bien s'entendre. Marge dorlote énormément Maggie, ce qui rend celle-ci très collante et dépendante de Marge. Dans Le Cow-boy des rues (saison 19, 2007), Marge engage un expert pour aider Maggie à être plus indépendante. Cependant, Maggie devient si indépendante qu'elle a rarement besoin de Marge. Maggie commence à manquer à Marge, mais à la fin de l'épisode, la petite fille recommence à avoir besoin d'elle.
Marge entretient de bonnes relations avec sa mère Jacqueline et ses sœurs Patty et Selma, qui sont en constante opposition avec Homer. Marge tolère leurs critiques, mais a parfois perdu patience et a même déjà qualifié ses sœurs de « sorcières ». La série fait rarement référence à Clancy, le père de Marge, qui n'a parlé que dans deux épisodes. Il a été révélé dans La Peur de l'avion (saison 6, 1994) que Clancy avait déclaré à Marge qu'il était pilote alors qu'il n'était que steward. Un jour, Marge l'a découvert et a développé une peur de l'avion. Clancy n'est plus intervenu dans la série depuis. Dans Les Baguettes magiques (saison 18, 2006), Homer mentionne qu'ils ont assisté à ses funérailles.
Marge a un sens de la morale plus élevé que la plupart des autres personnages (Lisa exceptée), ce qui l'a déjà entraîné à s'opposer publiquement au dessin animé fictif Itchy et Scratchy et à devenir membre du « comité pour la morale publique ». Elle rappelle souvent à la raison les habitants de Springfield, mais la plupart d'entre eux sont frustrés ou méprisants de son échec fréquent à réagir correctement en cas de violation des normes sociales.
Marge est le seul membre de la famille qui encourage à fréquenter des églises. Dans Homer l'hérétique (saison 4, 1992), Homer commence à ne plus aller à l'église et Marge lui dit « Je t'en prie, Homer, ne m'oblige pas à choisir entre mon mari et mon Dieu, parce que tu ne gagneras pas. ». Dans Les Ailes du délire (saison 9, 1997), un « squelette d'ange » est découvert, au grand scepticisme de Lisa. Comme Lisa parle avec emphase des gens qui croient que c'est un ange, Marge lui dit qu'elle croit aussi que c'en est un. Elle déclare à Lisa : « La vie ce n’est pas seulement ce que l’on voit avec ses yeux Lisa. Chacun a besoin de croire en quelque chose ».
En dépit de son sens de la morale, Marge lutte contre ses vices, tels que son addiction au jeu. Alors que Marge a appris à faire face à sa dépendance, celle-ci n'a jamais complètement disparu et demeure un problème sous-jacent, auquel la série fait occasionnellement référence.
Politiquement, les idées de Marge rejoignent généralement celles du Parti démocrate et elle a soutenu la candidature progressiste de Mary Bailey, qui se présentait au poste de gouverneur de l'État. Marge a également voté pour Jimmy Carter lors des deux élections présidentielles auxquelles il s'était présenté. Dans Krusty « le retour », elle va confier à Bart qu'elle regrettait tellement la disparition du président Lyndon B. Johnson qu'elle pensait le croiser dans la rue quelque temps après sa mort, même s'il ne s'agissait que de son imagination.

## Réception

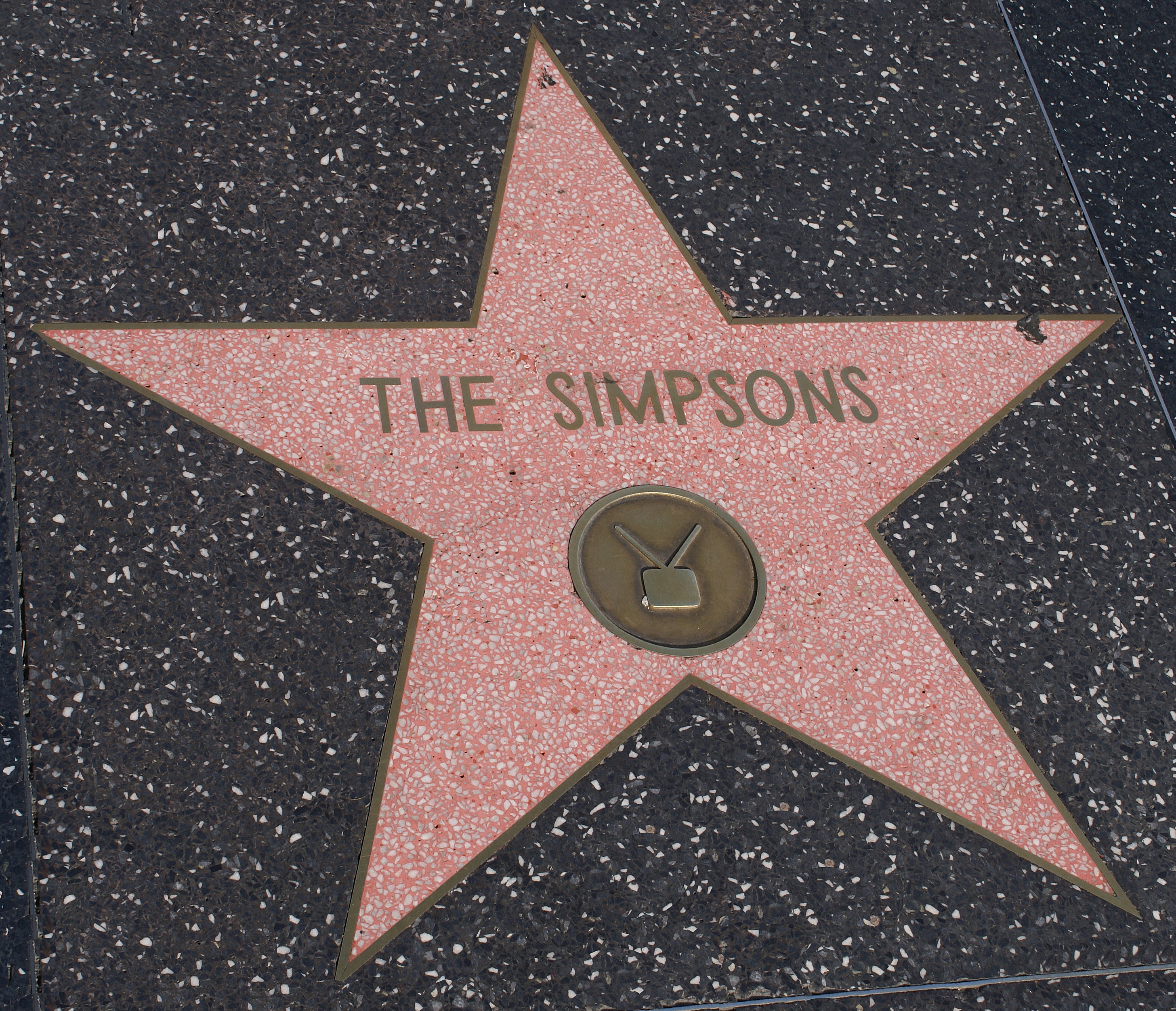
Étoile des Simpson sur le Hollywood Walk of Fame.

À la 44e cérémonie des Primetime Emmy Awards de 1992, Kavner a remporté une récompense pour sa performance en tant que voix de Marge dans l'épisode de la saison 3 Vive les mariés. En 2004, Julie Kavner et Dan Castellaneta (la voix d'Homer) ont remporté un Young Artist Award dans la catégorie « Mère et père les plus populaires dans une série télévisée ». Pour sa performance dans Les Simpson, le film, Kavner a été nommée en 2007 pour un Annie Award dans la catégorie « meilleur doublage dans un long métrage d'animation », prix finalement remporté par Ian Holm, voix de Skinner dans Ratatouille,. L'interprétation émotionnelle de Marge par Kavner dans le film a reçu de nombreuses critiques positives et un commentateur a dit qu'« elle a donné ce qui doit être la performance la plus sincère de tous les temps ». Divers épisodes où Marge joue un rôle important ont également été nommés pour des Emmy Awards dans la catégorie du meilleur programme d'animation, dont Marge perd la boule en 1990 et Ma plus belle histoire d'amour, c'est toi en 2004. En 2000, Marge et le reste de la famille Simpson ont reçu une étoile sur le Hollywood Walk of Fame.
Marge a été classée en bonne position sur les listes des meilleures mères de télévision. Elle a été classée en première position sur la liste d’Entertainment Weekly en 1994, première sur le classement de Fox News en 2005, huitième sur la liste de CityNews en 2008 et a été incluse dans la liste des « 10 meilleures mamans » du Time. Dans un sondage de 2004 au Royaume-Uni, Marge a été nommée « mère la plus respectée » par les sondés.
L'écrivain religieux Kenneth Briggs a écrit que « Marge est ma candidate à la sainteté [...] Elle vit dans le monde réel, elle vit avec les crises, avec des gens imparfaits. Elle pardonne et elle fait ses propres erreurs. Elle est une personne qui pardonne, une personne aimante [...] absolument sainte. ».

## Influence culturelle
L'édition du 1er octobre 1990 de People comprend une interview de la Première dame des États-Unis de l'époque, Barbara Bush. L'article inclut le passage suivant : « Elle aime America's Funniest Home Videos mais reste déconcertée après avoir goûté aux Simpson, « la chose la plus bête qu’elle n'ait jamais vue ». Les scénaristes ont décidé de lui répondre par une lettre, envoyée le 28 septembre, où ils se faisaient passer pour Marge. Le 9 octobre, Barbara Bush a envoyé une réponse : « Chère Marge, c'est gentil à vous de m'écrire. Je suis contente d'apprendre ce que vous pensez... je croyais bêtement que vous ne pensiez pas. Je regarde une de vos photos, sur une tasse de plastique... avec vos cheveux bleus décorés d'oiseaux roses qui regardent partout. De toute évidence, vous et votre charmante famille — Lisa, Homer, Bart et Maggie — faites du camping. C'est une jolie scène de la vie familiale. Clairement, vous êtes un bon exemple pour le reste du pays. Oubliez ces paroles en l'air s'il vous plaît. »,.
En 2002, les opposants au projet de monorail à Seattle avaient prévu de visionner l'épisode Le Monorail (Marge contre le Monorail au Québec) lors d'une manifestation de protestation. À la suite de plaintes, la 20th Century Fox a envoyé une lettre aux organisateurs de l'événement ordonnant que l'épisode ne soit pas visionné, compte tenu des lois du copyright. En 2004, Marge est apparue sur Channel 4 au Royaume-Uni, pour le message de Noël alternatif (Alternative Christmas message), qui est diffusé chaque année en même temps que le message de Noël de la reine Élisabeth II.

### Produits dérivés
Marge est représentée sur de nombreux produits dérivés sur le thème des Simpson, dont des tee-shirts, des casquettes de baseball, des aimantins, des porte-clefs, des boutons, des poupées, des posters et des figurines. Elle est apparue dans chacun des jeux vidéo des Simpson, y compris Les Simpson, le jeu, sorti en 2007. Parallèlement à la série télévisée, Marge apparaît régulièrement dans les numéros des Simpsons Comics, qui ont été publiés pour la première fois le 29 novembre 1993 et qui sont encore publiés mensuellement,. Marge est aussi présente dans l'attraction The Simpsons Ride, lancée en 2008 à Universal Studios Florida et Universal Studios Hollywood.
Marge est apparue dans une publicité en 2005 pour Dove Styling, où sa coupe de cheveux avait été changée pour une coupe plus élégante. Cette publicité faisait partie d'une série de publicités où apparaissaient des femmes issues de dessins animés célèbres, comme Velma Dinkley (Scooby-Doo) ou Wilma Pierrafeu (Les Pierrafeu),.
Le 9 avril 2009, le United States Postal Service a révélé une série de cinq timbres de 44 cents mettant en vedette Marge et les quatre autres membres de la famille pour célébrer le vingtième anniversaire de la série. Ils sont les premiers personnages de télévision à recevoir cet honneur alors que la série est encore en production. Les timbres, dessinés par Matt Groening, ont été rendus disponibles à l'achat le 7 mai 2009,.
En novembre 2009, à l'occasion des vingt ans de la série, Marge Simpson devient le premier personnage de dessin animé à poser en couverture du magazine de charme Playboy ; le magazine lui consacre à l'intérieur trois pages intitulées The Devil in Marge Simpson (Le diable qui sommeille en Marge Simpson).